# Nesophrosyne albicosta
Nesophrosyne albicosta är en insektsart som beskrevs av Henry Fairfield Osborn 1935. Nesophrosyne albicosta ingår i släktet Nesophrosyne och familjen dvärgstritar. Inga underarter finns listade i Catalogue of Life.